# Cormac Izuchukwu
Pas d'image ? Cliquez ici

a Compétitions nationales et continentales officielles uniquement.

b Matchs officiels uniquement.
Dernière mise à jour le 2 janvier 2025.
Cormac Izuchukwu, né le 28 janvier 2000 à Londres (Angleterre), est un joueur international irlandais d'origine nigériane de rugby à XV jouant aux postes de troisième ligne aile ou deuxième ligne à l'Ulster.

## Biographie
Cormac Izuchukwu naît à Londres d'une mère irlandaise et d'un père nigérian. À sept ans, il déménage dans le comté d'Offaly avec sa mère qui l'élève seule. Il commence la pratique du rugby à XV au Tullamore RFC, puis est invité à participer à des détection au Connacht en moins de 19 ans. Finalement, à cause d'une blessure il ne peut pas s'y rendre et rejoint plus tard le centre de formation de l'Ulster en 2020,.
En 2019, il joue quelques matchs avec l'équipe d'Irlande de rugby à sept,.
Il fait ses débuts professionnels en février 2021 contre les Ospreys. À la fin de la saison 2020-2021, il signe son premier contrat professionnel avec l'Ulster d'une durée de deux ans.
En 2022, il est sélectionné avec l'Emerging Ireland (en) (équipe d'Irlande B) pour le Toyota Challenge en Afrique du Sud.
Durant la saison 2023-2024, il s'impose dans son équipe de l'Ulster et devient un titulaire régulier au poste de troisième ligne aile en fin de saison avec l'arrivée du nouvel entraîneur Richie Murphy (en), alors qu'il jouait plutôt en deuxième ligne jusqu'alors.
Après s'être révélé durant cette saison, il est sélectionné pour la première fois avec l'Irlande pendant l'été 2024 pour la tournée en Afrique du Sud. Il obtient sa première sélection internationale au mois de novembre 2024 pendant la tournée d'automne contre les Fidji et marque un essai refusé dans ce match,.